# Cờ vô tính
Cờ vô tính được thiết kế vào năm 2010 bởi một thành viên của Mạng lưới Giáo dục và Nghe nhìn Vô tính (AVEN). Lá cờ có bốn sọc ngang có kích thước bằng nhau. Từ trên xuống dưới có sọc đen, xám, trắng và tím.Màu đen tượng trưng cho vô tính, màu xám tượng trưng cho bán vô tính và Á tính, màu trắng tượng trưng cho tình dục hoặc Hữu tính (hoặc, có thể là đồng minh), và màu tím tượng trưng cho toàn thể cộng đồng.   Lá cờ thường được tung bay tại các sự kiện và diễn hành tự hào và đã được dùng để đại diện cho cộng đồng người vô tính  
Thiết kế lá cờ đã được chấp nhận rộng rãi và trở thành biểu tượng cộng đồng vô tính.  